# Lavagno
Lavagno là một đô thị ở tỉnh Verona trong vùng Veneto của Ý, có cự ly khoảng 90 km về phía tây của Venice và khoảng 12 km về phía đông của Verona. Tại thời điểm ngày 31 tháng 12 năm 2004, đô thị này có dân số 6.222 người và diện tích là 14,6 km².
Đô thị Lavagno có các frazioni (các đơn vị trực thuộc, chủ yếu là các làng) San Briccio, San Pietro, và Vago.
Lavagno giáp các đô thị: Caldiero, Colognola ai Colli, Illasi, Mezzane di Sotto, và San Martino Buon Albergo.